# Receptory nikotynowe

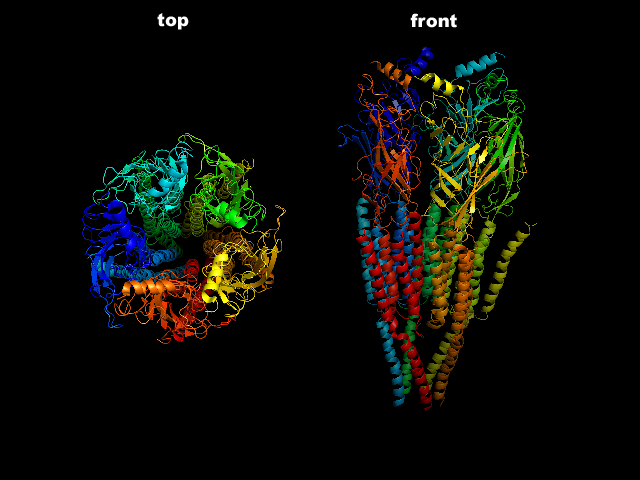
Receptor nikotynowy; widok od góry (z lewej) i od przodu (z prawej)

Receptory nikotynowe N – białka receptorowe mające strukturę pentameru, zbudowanego z różnych kombinacji genetycznie odmiennych jednostek α (1-10), β (1-4), γ, δ i ε. Wykryto bardzo dużą liczbę neuronalnych podtypów receptora nikotynowego, jednak największą aktywność w ośrodkowym układzie nerwowym ssaków wykazują receptory N-α4β2, N-α3β4 oraz N-α7.
Większość efektów działania nikotyny w mózgu wynika z jej działania na system acetylocholinergicznych receptorów nikotynowych (NACh-R). Znanych jest wiele naturalnych związków, mających zdolność aktywacji NACh-R; tutaj wymienić można chociażby samą nikotynę, epibatydynę, anabazeinę, anotoksynę α, arekolinę, lobelinę i cytyzynę. Nikotyna jako taka jest klasycznym silnym agonistą acetylocholinergicznych receptorów nikotynowych. Innym agonistą o dużym powinowactwie do NACh-R jest epibatydyna, która jest bardziej toksyczna od nikotyny. Kolejnym naturalnym związkiem o właściwościach agonistycznych w stosunku do NACh-R jest cytyzyna, odznaczająca się stosunkowo małą toksycznością.
Cytyzyna oraz podobna do niej pod względem strukturalnym wareniklina są silnymi agonistami receptora N-α4β2. Dekstrometorfan z kolei jest antagonistą receptora N-α3β4.